# فاطمه بنت یوسف علوی
فاطمه بنت یوسف علوی (حدود ۱۶۵۰–۱۷۱۵) ملکه اونگوجا در زنگبار پیش از سلطنت (تانزانیا امروزی) بود. او که از حامیان پرتغالی‌ها در جنگ آنها با عمان بود، تدارکاتی را برای اروپایی‌ها در محاصره قلعه عیسی فرستاد. او در زمانی که عمانی‌ها زنگبار را اشغال کردند، دستگیر و به عمان تبعید شد. در سال ۱۷۰۹ به او اجازه بازگشت داده شد و تا پایان عمر بر جزیره به عنوان کشور مشتری عمان حکومت کرد.

## زندگی
فاطمه بنت یوسف علوی (همچنین شناخته شده به نام فاطومه) در حدود سال ۱۶۵۰ به دنیا آمد. او از تبار سید بود و اجدادش از حضرموت یمن بودند، اما او ادعای نسب ایرانی نیز داشت. او دختر یوسف پادشاه زنگبار بود، قلمرو پدرش اونگوجا به دو بخش تقسیم شد، یک پادشاهی جنوبی که برادرش باکاری بن یوسف از کیزیمکازی اداره می‌کرد و دسگر پادشاهی شمالی که فاطمه از محل شهر زنگبار امروزی اداره می‌کرد.
فاطمه با پسر عمویش عبدالله، پادشاه اوتوندوه، حکومتی سواحیلی در سواحل آفریقا در طرف مقابل زنگبار ازدواج کرد. آنها یک پسر به نام حسن داشتند.
ملکه فاطمه د دوره گذارِ شرق آفریقا از استعمار پرتغالی‌ها به قدرت نوظهور عمان حکومت کرد. فاطمه به پرتغالی‌ها وفادار ماند و تلاش کرد تا قلعه عیسی در مومباسا را (کنیای امروزی) قبل از سقوط آن به دست عمانی‌ها در محاصره ۱۶۹۶–۱۶۹۸ تأمین کند. عمانی‌ها سه قایق غذایی که او فرستاده بود را دستگیر و سوزاندند. در روایت دیگری آمده‌است که او کشتی‌هایی را برای مبارزه با کشتی‌های عمانی فرستاد. همچنین گفته می‌شود که فاطمه به گوا پرتغال سفر کرده‌است تا برای پادگان محاصره شده نیروی کمکی بگیرد.
عمانی‌ها متعاقباً به زنگبار حمله کرده، شهرک پرتغالی‌ها را در آنجا ویران کردند و قلعه قدیمی زنگبار را در محل کلیسای پرتغالی و خانه یک تاجر ساختند.
فاطمه و حسن اسیر شدند و به عمان تبعید شدند. در سال ۱۷۰۹ به آنها اجازه بازگشت داده شد و فاطمه از کاخ خود، در محل خانه عجایب (کاخ سلطنت بعدی زنگبار) زنگبار را به عنوان یک کشور مشتری عمان اداره کرد. عمانی‌ها یکی از سه توپ را در قلعه قدیمی که در کاخ فاطمه آموزش داده شده بود، نگه داشتند تا او را مطیع خود کنند و از ارتباطش با پرتغالی‌ها در موزامبیک جلوگیری کنند. فاطمه در سال ۱۷۱۵ درگذشت و در یک بقعه خانوادگی در جنوب قلعه به خاک سپرده شد. حسن جانشین فاطمه شد. نوه او، پسر حسن، پیش از تأسیس سلطان نشین عمان، فرمانروای مستقل ماقبل آخر زنگبار بود.